# Středomoravský župní přebor 1994/1995
V soubojích 7. ročníku Středomoravského župního přeboru 1994/95 (jedna ze skupin 5. fotbalové ligy) se utkalo 16 týmů každý s každým dvoukolovým systémem podzim–jaro. Tento ročník začal v srpnu 1994 a skončil v červnu 1995.

## Nové týmy v sezoně 1994/95
- Z Divize D 1993/94 sestoupilo do Středomoravského župního přeboru mužstvo TJ Zbrojovka Vsetín, z Divize E 1993/94 žádné mužstvo.
- B-mužstva Prušánek a Hulína převzala místa A-mužstev ze sezony 1993/94.
- Ze skupin I. A třídy Středomoravské župy 1993/94 postoupila mužstva FC Velké Karlovice (vítěz skupiny A)[1] a TJ Baník Mikulčice (vítěz skupiny B).[1]

## Konečná tabulka
Zdroje: 
| Poř. | Tým                            | Z  | V  | R | P  | VG  | OG | B  |
| ---- | ------------------------------ | -- | -- | - | -- | --- | -- | -- |
| 1.   | FC Alfa Slušovice „B“          | 30 | 26 | 0 | 4  | 101 | 25 | 78 |
| 2.   | FC Elseremo Brumov             | 30 | 22 | 1 | 7  | 74  | 31 | 67 |
| 3.   | FC Viktoria Otrokovice         | 30 | 16 | 6 | 8  | 48  | 33 | 54 |
| 4.   | TJ Slavoj Morkovice            | 30 | 15 | 8 | 7  | 58  | 32 | 53 |
| 5.   | TJ Kunovice                    | 30 | 14 | 7 | 9  | 45  | 40 | 49 |
| 6.   | FC Velké Karlovice (N)         | 30 | 14 | 3 | 13 | 50  | 40 | 45 |
| 7.   | FC TOMIS Vsetín                | 30 | 14 | 2 | 14 | 50  | 51 | 44 |
| 8.   | TJ Vigantice                   | 30 | 13 | 4 | 13 | 50  | 40 | 43 |
| 9.   | SK Slovácká Viktoria Bojkovice | 30 | 12 | 5 | 13 | 55  | 54 | 41 |
| 10.  | TJ FS Napajedla                | 30 | 12 | 5 | 13 | 40  | 50 | 41 |
| 11.  | TJ Štítná nad Vláří            | 30 | 9  | 9 | 12 | 45  | 52 | 36 |
| 12.  | SK VTJ Spartak Hulín „B“ (N)   | 30 | 9  | 4 | 17 | 44  | 57 | 31 |
| 13.  | TJ Sokol Újezdec-Těšov         | 30 | 8  | 6 | 16 | 30  | 59 | 30 |
| 14.  | TJ Baník Mikulčice (N)         | 30 | 8  | 5 | 17 | 28  | 50 | 29 |
| 15.  | FK VTJ PARES Prušánky „B“ (N)  | 30 | 7  | 3 | 20 | 31  | 65 | 24 |
| 16.  | TJ Zbrojovka Vsetín (S)        | 30 | 6  | 2 | 22 | 21  | 91 | 20 |

Poznámky:
- Z = Odehrané zápasy; V = Vítězství; R = Remízy; P = Prohry; VG = Vstřelené góly; OG = Obdržené góly; B = Body; (S) = Mužstvo sestoupivší z vyšší soutěže; (N) = Mužstvo postoupivší z nižší soutěže (nováček)

|  | Postup do Divize D 1995/96  |
|  | Sloučení klubů do FC Vsetín |